# 豊田市コンサートホール
豊田市コンサートホール（とよたしコンサートホール）は、愛知県豊田市にあるコンサートホールである。運営は（公財）豊田市文化振興財団が行っている。

## 概要
とよた参合館の10〜13階にある。
バルコニー部を含めて1,004席あり、車椅子席は6つある。
パイプオルガンは、アメリカ・オレゴン州のジョン・ブランボー社製である。同社のオルガンは、アジアで初めてこのホールに設置された。

## 年表
- 1998年（平成10年）11月 - コンサートホール開館。
- 2003年（平成15年）8月 - パイプオルガンを設置。

## 交通アクセス

### 公共交通機関
- 名鉄豊田線・三河線 豊田市駅下車、徒歩で約3分。
- 愛知環状鉄道・愛知環状鉄道線 新豊田駅下車、徒歩で約5分。

### 自動車
- 東名高速道路 豊田IC下車、約15分。